# Adenia lobata
Adenia lobata là một loài thực vật có hoa trong họ Lạc tiên. Loài này được (Jacq.) Engl. mô tả khoa học đầu tiên năm 1891.